# Lieutenant Kijé (Prokofiev)
Pour les articles homonymes, voir Lieutenant Kijé.
Lieutenant Kijé opus 60 est une suite pour orchestre symphonique en 5 mouvements de 1933, du compositeur russe Sergueï Prokofiev, adaptée de sa musique du film Le Lieutenant Kijé de 1934, d’Aleksandr Faintsimmer, basé sur la nouvelle Le Lieutenant Kijé de Iouri Tynianov de 1927.
Aux premiers temps du cinéma sonore, parmi les nombreux compositeurs de renom prêts à s'essayer à la musique de film, Prokofiev n'était pas un choix évident pour la commande d'une œuvre. Installé à Paris depuis près de dix ans, il avait une réputation d'expérimentateur et de jouer avec les dissonances, des caractéristiques en contradiction avec les normes culturelles de l'Union soviétique. Au début de l'année 1933, cependant, Prokofiev était impatient de retourner dans son pays et voyait dans la commande du film l'occasion d'écrire de la musique dans un style plus populaire et plus accessible.
Après le succès de la sortie du film, la suite du lieutenant Kijé en cinq mouvements a été jouée pour la première fois en décembre 1934 et est rapidement entrée dans le répertoire international des concerts. Elle est restée l'une des œuvres les plus connues et les plus souvent enregistrées du compositeur. Des éléments de la partition de la suite ont été utilisés dans plusieurs films ultérieurs et dans deux chansons populaires de l'époque de la guerre froide.

## Histoire

### Compositeur expatrié
Sergueï Prokofiev est diplômé du Conservatoire de Saint-Pétersbourg en 1914, ayant déjà acquis une réputation de compositeur d'avant-garde. Son biographe Israel Nestyev affirme que le deuxième concerto pour piano de 1913 a été « le ticket d'entrée de Prokofiev dans les plus hauts cercles du modernisme russe. »
Lorsque la Première Guerre mondiale éclate en août 1914, Prokofiev évite le service militaire, peut-être parce qu'il est le fils unique d'une veuve. Pendant les années de guerre, il continue de composer ; en mai 1918, dans la période de bouleversements qui suit la Révolution d'octobre et le début de la Guerre civile, Prokofiev obtient du gouvernement bolchévique l'autorisation de voyager à l'étranger, et part pour l'Amérique. Ses biographes soutiennent qu'il n'a pas " fui le pays ", mais qu'il a entamé une tournée de concerts, qu'il a prolongée lorsqu'il a acquis la conviction que ses perspectives de carrière seraient mieux servies en Amérique et en Europe de l'Ouest,. Il reste en Amérique jusqu'en mars 1922 ; il séjourne ensuite brièvement dans la petite ville allemande d'Ettal avant de s'installer à Paris en octobre 1923.
Plutôt que de traiter Prokofiev comme un fugitif ou un exilé, le gouvernement de Moscou choisit de le considérer comme un ambassadeur général de la culture soviétique, et le compositeur lui rendit le compliment en se faisant enregistrer en France comme citoyen de l'Union soviétique, le nouvel État formé le 30 décembre 1922 par la Russie et les États de l'ancien Empire russe. Prokofiev exprime son soutien à l'évolution politique de ce qu'il considère toujours comme sa patrie, et souhaite y reprendre des contacts. Le statut de VIP lui est accordé lors de sa première visite en Union soviétique en 1927, à l'occasion d'une tournée de récitals. D'autres voyages suivirent et, en 1930, Prokofiev prit un appartement à Moscou, même si Paris restait sa résidence principale. Pendant cette période de rapprochement, il chercha consciemment à simplifier son langage musical dans une forme qu'il croyait compatible avec le concept officiel de l'art soviétique.

### Développement de la musique de film
Dans les premières années de l'ère du cinéma muet, à partir des années 1890, les films étaient généralement accompagnés d'une musique en direct, souvent improvisée, fournie par un piano ou un orgue de barbarie. Au début du XXe siècle, les grands cinémas ont commencé à utiliser des orchestres, qui accompagnaient le film avec des pièces classiques hors copyright ou, de plus en plus, avec des compositions originales. La partition du classique de 1916 La naissance d'une nation, compilée par Joseph Carl Breil à partir de diverses œuvres classiques et de quelques compositions originales, a fait date dans l'histoire de la musique de film et a incité d'éminents compositeurs de l'époque à fournir des partitions pour des films muets. Parmi eux, les Américains Victor Herbert et Mortimer Wilson, les Français Darius Milhaud et Arthur Honegger, et les Allemands Gottfried Huppertz et Edmund Meisel.
En 1927, l'évolution de la technologie du son a permis l'arrivée du cinéma parlant. Dans ces films, la musique d'accompagnement était à l'origine enregistrée sur un disque phonographique, séparément des images du film, mais deux ans plus tard, le système "Movietone" a permis de capturer le son sur le film lui-même. La musique pouvait désormais être alignée spécifiquement sur l'action à l'écran du film, ce que l'on appelle l'approche diégétique (en). Les premiers pionniers de cette méthode furent les Allemands Friedrich Hollaender et Karol Rathaus, qui fournirent respectivement la musique de L'ange bleu (1930) et de L'assassin Dimitri Karamazov (en) (1931). À cette époque, en Union soviétique, le jeune Dimitri Chostakovitch avait déjà entamé sa prolifique carrière de compositeur de bandes sonores de films, avec La Nouvelle Babylone en 1929 et La Seule en 1931,.
Lors de la planification de leur projet de film Le Lieutenant Kijé en 1932, les Belgoskino studios de Leningrad ont demandé à l'expatrié Prokofiev d'écrire la musique d'accompagnement. À certains égards, le choix de Prokofiev était surprenant ; à ce stade, il était plus connu à l'étranger qu'en Union soviétique et avait acquis une réputation de dissonance. De plus, son ballet Le pas d'acier avait été mal accueilli au Théâtre Bolchoï de Moscou en 1929. La première réaction du compositeur fut de refuser la commande ; un membre de l'équipe de production se souvient que Prokofiev « rejeta catégoriquement ma proposition. Il n'avait jamais écrit de musique de film et ne savait pas à quelle sauce l'associer. » Mais, séduit par l'histoire, Prokofiev change rapidement d'avis et accepte, voyant dans cette première incursion dans la musique de film l'occasion de démontrer sa capacité à séduire le grand public soviétique,.

### Choix de Prokofiev pour la musique du film
À la suite de la révolution russe de 1917 et de quelques années d'exil aux États-Unis, en Allemagne ou en France, Sergueï Prokofiev revient finalement dans son Union soviétique natale (sous Joseph Staline) pour composer cette commande d'état soviétique d'Aleksandr Faintsimmer pour la musique du film satirique-burlesque Le Lieutenant Kijé, de 1934,, un des premiers films sonores produits en Union soviétique, par les studios Belarusfilm de Leningrad (actuelle Saint-Pétersbourg).

### Synopsis
Le lieutenant Kijé est un officier fictif, né d'une erreur du tsar Paul Ier de l'Empire russe du XVIIIe siècle, à qui l'administration sera obligée d'établir une vie et carrière militaire imaginaire (promotion au grade de colonel, puis de général, exploits, mariage, exil, grâce impériale, éloges funèbres et obsèques) pour ne jamais avoir à admettre cette erreur au tsar. La mélodie du 2e mouvement Romance est empruntée à la chanson de style médiévale populaire russe « La colombe grise gémit » (Серый голубь воркнет).

### Création de la suite
Peu après la sortie du film, Prokofiev reçut une invitation de l'Orchestre symphonique Tchaïkovski de la Radio de Moscou pour créer une suite orchestrale à partir de sa musique du film Le Lieutenant Kijé - probablement le premier cas d'adaptation d'une musique de film en une œuvre musicale importante. C'est Boris Gusman (en), directeur adjoint du théâtre Bolchoï et éminent critique de cinéma, qui est à l'origine de l'invitation. Gusman était un fervent partisan de l'ambition de Prokofiev de se réhabiliter en Union soviétique, et avait négocié avec l'orchestre de Moscou une série de concerts qui mettraient en valeur le talent du compositeur de retour.
La tâche de Prokofiev n'était pas simple ; les 15 minutes de matériel musical du film étaient fragmentaires et écrites pour un petit orchestre de chambre. Selon les propres dires de Prokofiev, la production de la suite fut « un travail diabolique », qui, dit-il, « m'a donné beaucoup plus de mal que la musique du film elle-même, car j'ai dû trouver la forme appropriée, réorchestrer le tout, le peaufiner et même combiner certains des thèmes. » Il voulait que la suite plaise au public soviétique qui entendait de la musique de concert pour la première fois. Dans un article paru dans Izvestia en 1934, il écrit à propos de cette musique : « Avant tout, elle doit être mélodieuse ; de plus, la mélodie doit être simple et compréhensible sans être répétitive ou triviale .... La simplicité ne doit pas être une simplicité démodée mais une simplicité nouvelle. » Il travailla rapidement et termina l'œuvre le 8 juillet 1934. Parce qu'elle a été publiée (Op. 60) par son éditeur musical habituel à Paris, la translittération française " Kijé " (plutôt que l'américaine " Kizhe " ou toute autre) a été adoptée dans le titre de l'œuvre,.
La suite pour orchestre symphonique adaptée de cette musique de film est créée par Sergueï Prokofiev le 21 décembre 1934 avec l'Orchestre symphonique Tchaïkovski de la Radio de Moscou (Radio Moscou), avant d'être jouée avec succès dans de nombreux salles de concert dans le monde. L'œuvre inspire quelques œuvres majeures suivantes de Prokofiev, telles que la Danse des chevaliers de Roméo et Juliette (1935) ou Pierre et le Loup (1936).

## Mouvements
La suite comprend cinq mouvements :
1. Naissance de Kijé
2. Romance
3. Le Mariage
4. Troïka
5. L'Enterrement de Kijé

Les lettres capitales en gras identifient les différents thèmes employés.

### Naissance de Kijé
Une fanfare lointaine et funèbre (A), jouée sur un cornet représentant un clairon, est suivie d'une marche militaire vive initiée par un duo pour tambour de côté et piccolo. Un passage pour les cuivres précède l'introduction d'un thème ou leitmotiv (B) associé au fantôme Kijé qui, après une reprise de la marche et un crescendo en do majeur, est répété au saxophone ténor, instrument relativement nouveau pour l'orchestre à cette époque. La fanfare au cornet revient ensuite pour clore le mouvement.

### Romance
Le thème principal (C) de ce mouvement est basé sur une vieille chanson, «  La colombe grise gémit  », pour laquelle Prokofiev a prévu une partie optionnelle pour voix de baryton. Le thème de l'air est développé à l'aide d'une gamme d'instruments, avant de céder la place à un second thème introduit par le saxophone ténor ; celui-ci est à son tour remplacé, alors que le mouvement touche à sa fin, par le retour de l'air de «  La colombe grise gémit  », désormais orné de chants d'oiseaux.

### Le Mariage
Le mouvement commence et est régulièrement visité par une mélodie large, cérémoniale et quelque peu pompeuse (D), jouée aux cuivres et aux bois. Entre ces déclarations d'allure formelle, on trouve un solo de cornet enjoué et diverses élaborations et variations sur le thème de Kijé, qui, ensemble, donnent au mouvement un air de fête, à la fois endiablé et sentimental.

### Troika

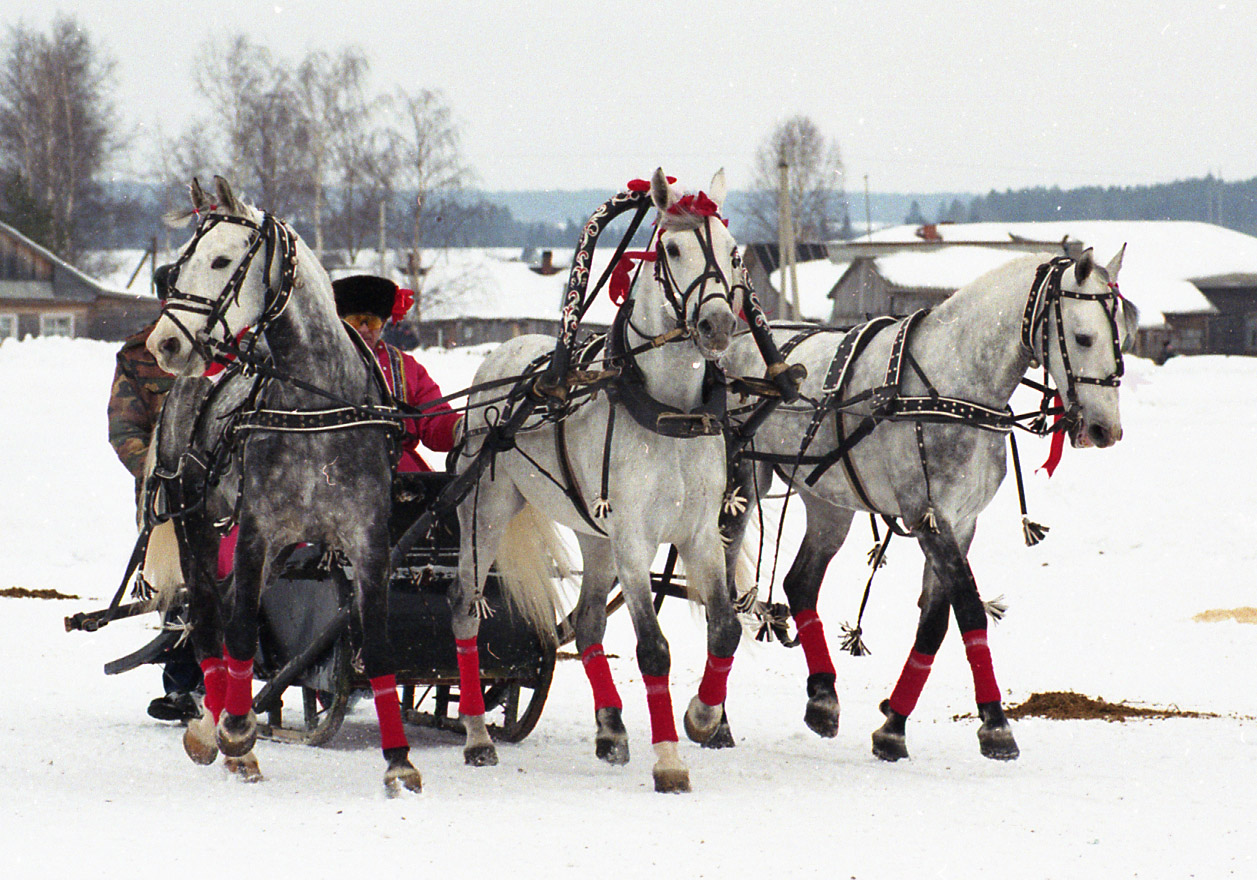
Une troika, un attelage de traîneaux russe traditionnel.

La mélodie principale de ce mouvement (E) est tirée d'une ancien air de hussard, pour lequel Prokofiev a fourni une partie de baryton optionnelle. La mélodie apparaît d'abord dans un énoncé lent et quelque peu dissonant, puis le rythme s'accélère : cloches de traîneau, cordes rapides en pizzicato et piano se combinent pour donner l'impression d'un voyage hivernal rapide au moyen de la troïka, un traîneau traditionnel russe à trois chevaux. Le trajet est accompagné à intervalles réguliers par le thème de l'air, qui clôt le mouvement par une lente répétition de sa dernière phrase.

### L'enterrement de Kijé
Ce dernier mouvement est en grande partie un mélange de thèmes antérieurs, une série de réminiscences de la vie imaginaire de Kijé. La fanfare au cornet utilisée lors de l'ouverture revient, tout comme le leitmotiv de Kijé, ainsi que «  La colombe grise gémit  », cette fois entrelacée avec la musique du mariage. Dans ce qu'Orrin Howard, dans une note de programme pour le Los Angeles Philharmonic, décrit comme « un adieu mélancolique et touchant », la musique s'achève par une interprétation lointaine de la fanfare,.

## Instrumentation
Orchestre symphonique : deux flûtes, deux hautbois, deux clarinettes, deux bassons, quatre cors, deux trompettes, trois trombones, un tuba, un saxophone ténor, harpe, piano, instrument de percussions, cordes.

## Ballets
Cette musique a été utilisée pour deux ballets :
- 1942 : le ballet Le soldat Russe, créé par Michel Fokine de l'American Ballet Theatre de New York
- 1963 : le ballet Lieutenant Kijé (en russe : Подпоручик Киже), créé par Alexandre Lapaouri et Olga Tarasova au théâtre Bolchoï de Moscou (ballet filmé en 1969[36]).

## Reprises et adaptations
La mélodie du 2e mouvement Romance est empruntée  à la chanson de style médiévale populaire russe « La colombe grise gémit » (Серый голубь воркнет). Elle est reprise et adaptée entre autres par le chanteur britannique Sting pour sa chanson Russians de son album The Dream of the Blue Turtles de 1985,,.
Il existe une transcription pour orchestre d'harmonie.

## Au cinéma
- 1934 : Le Lieutenant Kijé, d’Aleksandr Faintsimmer.
- 1958 : De la bouche du cheval, de Ronald Neame.
- 1975 : Guerre et Amour, de et avec Woody Allen (parodie de Guerre et Paix de Léon Tolstoï).
- 1991 : Doc Hollywood, de Michael Caton-Jones, avec Michael J. Fox.

### Ouvrages en langue anglaise
- (en) Kevin Bartig, Composing for the Red Screen: Prokofiev and Soviet Film, Oxford, Oxford University Press, 2013 (ISBN 978-0-19-996759-9, lire en ligne)
- (en) David Dubal, The Essential Canon of Classical Music, New York, North Point Press, 2001 (ISBN 978-0-86547-608-0, lire en ligne)
- (en) Christopher Gable, The Words and Music of Sting, Westport, Connecticut, Praeger Publishing, 2009 (ISBN 978-1-57356-729-9)
- (en) David Gutman, Prokofiev, London, Alderman, 1988 (ISBN 978-0-946619-32-0)
- (en) Adam Harvey, The Soundtracks of Woody Allen, London, McFarland & Company, 2007 (ISBN 978-0-7864-2968-4, lire en ligne)
- (en) Daniel Jaffé, Sergey Prokofiev, London, Phaidon, 1998 (ISBN 978-0-7148-3513-6)
- (en) Douglas Lee, Masterworks of 20th Century Music: The Modern Repertory of the Symphony Orchestra, New York, Routledge, 2002 (ISBN 978-0-415-93846-4, lire en ligne )
- (en) Laurence E. MacDonald, The Invisible Art of Film Music: A Comprehensive History, New York, The Scarecrow Press, 2013 (ISBN 978-0-8108-8397-0, lire en ligne)
- (en) Simon Morrison, The People's Artist: Prokofiev's Soviet Years, Oxford, Oxford University Press, 2009 (ISBN 978-0-19-518167-8, lire en ligne)
- (en) Muze classical catalogue 2008, London, Muze Europe Ltd, 2007 (ISBN 978-1-900105-39-2)
- (en) Israel V. Nestyev, Prokofiev, Stanford, California, Stanford University Press, 1960 (ISBN 978-0-8047-0585-1, lire en ligne)
- (en) David Nice, Prokofiev: From Russia to the West, 1891–1935, New Haven, Connecticut, Yale University Press, 2003 (ISBN 978-0-300-09914-0)
- (en) Sergei Prokofiev, Lieutenant Kijé, Suite symphonique, Op. 60, New York, Broude Bros, 1943 (OCLC 933094309)
- (en) Harlow Robinson, Sergei Prokofiev: a biography, New York, Viking Press, 1987 (ISBN 978-0-67080-419-1, lire en ligne)
- (en) S. Shilfstein, Sergei Prokofiev: Autobiography, Articles, and Reminiscences, Honolulu, Hawaii, University Press of the Pacific, 2000 (ISBN 978-0-89875-149-9)
- (en) Michael Steen, The Lives of the Great Composers, Londres, Icon Books, 2009 (ISBN 978-1-84046-679-9)
- (en) Mikhail Yampolski, The Memory of Tiresias: Intertextuality and Film, Berkeley, California, University of California Press, 1998 (ISBN 978-0-520-08529-9, lire en ligne)

### Journaux et autres médias
- (en) Kevin Bartig, « Creating the Lieutenant Kizhe Suite », Three Oranges Journal, no 13,‎ mai 2007, p. 22–26 (lire en ligne [archive du 5 décembre 2022], consulté le 24 août 2009)
- (en) Ernest Chapman, « Record Guide », Tempo, no 70,‎ automne 1964, p. 26–29 (DOI 10.1017/S0040298200033040, JSTOR 943939, S2CID 251414502)
- (en) Carol Emerson, « Book review: Nice, David: Prokofiev–a biography », The Russian Review, vol. 63, no 1,‎ janvier 2004, p. 155–157 (JSTOR 3664707)
- (en) F.F.C. et G.I.C., « Prokofieff on Records », Tempo, no 11,‎ printemps 1949, p. 32–34 (JSTOR 944059)
- (en) Douglas W. Gallez, « The Prokofiev-Eisenstein Collaboration: "Nevsky" and "Ivan" Revisited », Cinema Journal, vol. 17, no 2,‎ printemps 1978, p. 13–35 (DOI 10.2307/1225488, JSTOR 1225488)
- (en) Dion Hanson, « The History of Sound in the Cinema », Cinema Technology,‎ july–august 1998 (lire en ligne)
- (en) W. McNaught, « Gramophone Notes », The Musical Times, vol. 83, no 1187,‎ janvier 1942, p. 16–17 (DOI 10.2307/921937, JSTOR 921937)
- (en) [vidéo] « The Art of Fritz Reiner, Vol 1 »Kenneth Morgan, 2010, West Hill Radio Archive
- (en) Kurtz Myers, « Index of Record Reviews », Notes, vol. 9, no 2,‎ mars 1952, p. 265 (JSTOR 890216)
- (en) « Obituary: Raissa Struchkova », The Daily Telegraph,‎ 10 mai 2005 (lire en ligne, consulté le 9 août 2016)
- (en) « Poruchik Kizhe (1934): Czar Paul on Screen Again », The New York Times,‎ 10 décembre 1934 (lire en ligne [archive du 7 mai 2016], consulté le 19 septembre 2016)

### Sources sur internet
- (en) « Belarus culture », Republic of Belarus (consulté le 27 août 2016)
- (en) Mervyn Cooke, « Film Music », sur Grove Music Online (8th ed.), Oxford University Press., 2001 (ISBN 978-1-56159-263-0, DOI 10.1093/gmo/9781561592630.article.09647.)
- (en) Richard S. Ginell, « Directions in Music – Sauter-Finegan Orchestra » (pistes de l'album), sur AllMusic
- (en) Charles Hazlewood, « Discovering music. Prokofiev: Lieutenant Kijé », BBC Radio 3, 3 mai 2014 (consulté le 5 août 2016)
- (en) Anthony Hicks, « Prokofiev, Sergey (Sergeyevich): USA, 1918–22 », Grove Music Online, 2007 (consulté le 1er janvier 2016) [Pas dans la source]
- (en) Anthony Hicks, « Prokofiev, Sergey (Sergeyevich): Europe, 1922–36. », Grove Music Online, 2007 (consulté le 1er janvier 2016)
- (en) Anthony Hicks, « Prokofiev, Sergey (Sergeyevich): Contacts with the Soviet Union. », Grove Music Online, 2007 (consulté le 1er janvier 2016)
- (en) Orrin Howard, « Lt. Kijé Suite » [archive du 4 mars 2016], The Los Angeles Philharmonic, 2015 (consulté le 1er janvier 2016)
- (en) Daniel Jaffé, « Prokofiev's score for the film Lieutenant Kijé ahead of its time » [archive du 4 mars 2016], Chicago Symphony Orchestra, 13 décembre 2014 (consulté le 1er janvier 2016)
- (en) Lieutenant Kijé / Le baiser de la fee, WorldCat (OCLC 608147222)
- (en) Gerard McBurney, « Prokofieff, Serge: Lieutenant Kijé, Op. 60 – Suite (1934) », Boosey & Hawkes, 2015 (consulté le 1er janvier 2016)
- (en) Prokofiev, S.: Lieutenant Kijé Suite / The Love For Three Oranges Suite / The Ugly Duckling (Porter, Laptev, Sydney Symphony, Ashkenazy), WorldCat (OCLC 919578123)
- (en) « Review (Shostakovich) », Southern Illinois University, Edwardsville (consulté le 1er janvier 2016)
- (en) « Russian Soldier » [archive du 28 mars 2016], Ballet Theatre Foundation, Inc. (consulté le 9 août 2016)
- (en) Michael Steinberg, « Prokofiev: Lieutenant Kijé Suite, Opus 60 » [archive du 16 août 2016], San Francisco Symphony, octobre 2015 (consulté le 9 août 2016)
- (en) « This Day in History », History.com (consulté le 18 juillet 2016)